# Poczwarkowate
Poczwarkowate (Pupillidae) – rodzina lądowych ślimaków trzonkoocznych (Stylommatophora), obejmująca około 80 żyjących gatunków. Do 2008 roku w Europie odnotowano występowanie co najmniej 5 z nich, w tym 4 w Polsce. W stanie kopalnym znane są od paleocenu.
Dawniej do Pupillidae s. l. zaliczano liczne gatunki klasyfikowane w kilku podrodzinach, obecnie uznawanych za odrębne rodziny (m.in. Argnidae, Lauriidae i Strobilopsidae).
Poczwarkowate charakteryzują się jajowatą lub walcowatą muszlą o wysokości do 4 mm, ze zgrubiałym i wywiniętym brzegiem otworu. Zęby otworu muszli są zredukowane lub nie występują. Głowa poczwarkowatych jest zaopatrzona w dwa krótkie czułki przednie.

## Podział systematyczny
Rodzina poczwarkowatych obejmuje rodzaje:
- Albertanella L.S. Russell, 1931 †
- Corena A. Adams, 1870
- Gibbulinopsis Germain, 1919
- Glyptopupoides Pilsbry, 1926
- Microstele O. Boettger, 1886
- Omegapilla Iredale, 1937
- Pupilla J. Fleming, 1828
- Pupoides L. Pfeiffer, 1854
- Pupoidopsis Pilsbry & C.M. Cooke, 1921
- Sinopupoides Y.-T. Li, 1987 †

Rodzajem typowym rodziny jest Pupilla.